# Pikku Lavalampi
Pikku Lavalampi och Iso Lavalampi eller Lavalammit är sjöar i Finland. De ligger i kommunen Uleåborg i landskapet Norra Österbotten, i den centrala delen av landet, 600 km norr om huvudstaden Helsingfors. Lavalammit ligger 47,8 meter över havet. Arean är 15,1 hektar och strandlinjen är 1,63 kilometer lång. Sjön  ingår i Ijo älvs huvudavrinningsområde. 